# Jaithāri
Jaithāri är en ort i Indien.   Den ligger i distriktet Raisen och delstaten Madhya Pradesh, i den centrala delen av landet, 600 km söder om huvudstaden New Delhi. Jaithāri ligger 394 meter över havet och antalet invånare är 8 386.
Terrängen runt Jaithāri är platt. Runt Jaithāri är det ganska tätbefolkat, med 222 invånare per kvadratkilometer. Närmaste större samhälle är Udaipura, 18,3 km sydväst om Jaithāri. I omgivningarna runt Jaithāri växer huvudsakligen savannskog.